# Be Careful
Be Careful est un  film indien réalisé par Chandrakant Singh, sorti le 21 octobre 2011.
Le film met en vedette Rajneesh Duggal, Tanisha Mukherjee, Zaid Shaikh et Shillpi Sharma.

## Synopsis
Le film raconte l'histoire de deux amis d'enfance Sameer (Sam) et Anand (Andy).

## Fiche technique
- Titre : Be Careful
- Réalisateur : Chandrakant Singh
- Scénario : Mohammed Salim
- Producteur : Raju Bhati
- Directeur musical : Suhash Kulkarni
- Cinématographie : Najeeb Khan
- Chorégraphe : Najeeb Khan

## Distribution
- Rajneesh Duggal : Sameer Malhotra
- Tanisha Mukherjee : Anjali Malhotra
- Zaid Shaikh : Anand Kapoor
- Shillpi Sharma : Kavita
- Rajpal Yadav : Sachidanand Brijmohan Pandit
- Sanjay Mishra : Ram Khilawan Tiwari[1]

## Box office
Le film a rapporté 2 600 870 roupies indiennes.